# Manga (indumentaria)

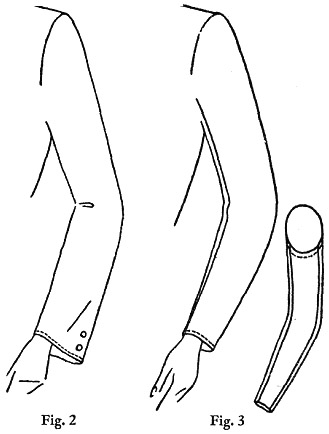
Manga larga

Se llama manga a la parte de una pieza de ropa (vestido, traje, chaqueta, camiseta, polo, etc.) que cubre el brazo en parte o totalmente.

## Tipos de manga
- Manga larga, la que llega hasta la muñeca.
- Manga corta, la de menor longitud que no llega hasta el codo.
- Manga tres cuartos, la que llega hasta el codo o lo sobrepasa pero no llega a la muñeca.
- Manga jamón, se caracteriza por tener una forma abullonada o inflada en la parte superior del brazo. Este estilo de manga se logra mediante pliegues, frunces o algún tipo de relleno que da volumen a la tela.
- Manga farol, similar a la jamón pero corta.
- Manga abullonada, se caracteriza por tener una forma abullonada o inflada en la parte inferior del brazo, con el volumen recogido en el puño.
- Manga globo, similar a la farol, pero redondeada.
- Manga boba, la manga ancha que no tiene puño ni se ajusta al brazo.
- Manga murciélago, la que nace en la cintura.
- Manga japonesa, similar a la murciélago, pero corta o tres cuartos.
- Manga perdida, la que cuelga por la parte de atrás de las chaquetas que solían usar los arrieros y hombres de campo así como otros a imitación suya.
- Manga acuchillada, la compuesta por tiras o con cortes abiertos, dejando visible la de la camisa de debajo o, menos común, un forro de color contrastante, habitual en el siglo XVI y en prendas inspiradas en esa época.
- Manga raglán o ranglan, no se corta en el hombro como es habitual, sino que llega hasta el cuello en su parte superior.
- Manga cero o de sisas, la que no tiene mangas.

## Expresiones relacionadas
- Manga por hombro.[1] Sin orden ni concierto.
- Tener manga ancha. Hacer una interpretación abierta de las normas y preceptos. Se aplicaba a los confesores demasiado fáciles en absolver.
- En mangas de camisa. Se aplica al que no lleva ninguna prenda de abrigo exterior.
- Sacarse algo de la manga. Traer a colación algo sin ningún fundamento.
- A buenas horas mangas verdes. Se aplica a alguien que toma una iniciativa demasiado tarde. Procede de los miembros de la Santa Hermandad que vestían jubón con mangas verdes.
- Buscarle las mangas al chaleco. Se dice cuando se le sigue buscando una excusa o una solución a algo sin remedio o que por definición carece de algún atributo.

## Fotos

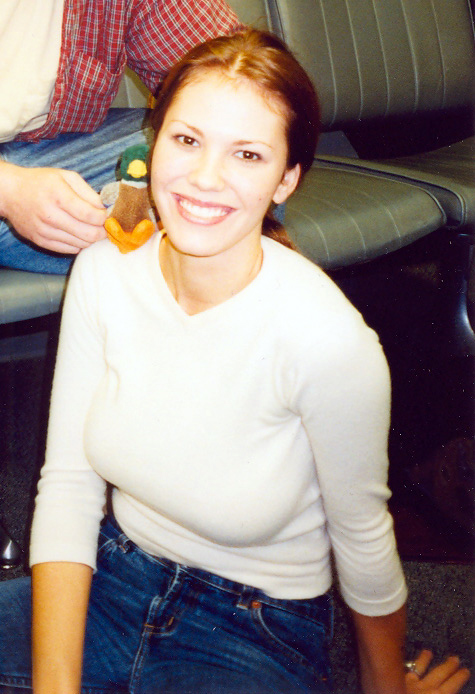
Manga tres cuartos
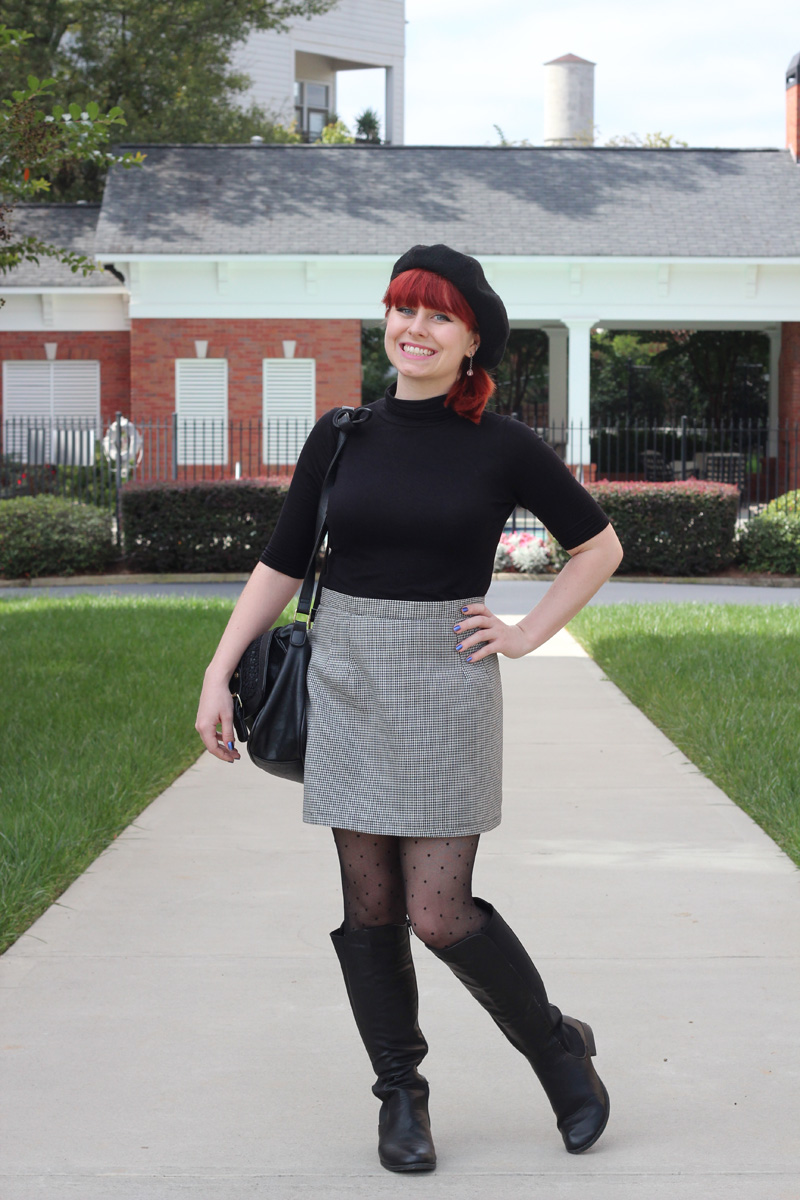
Mangas al codo
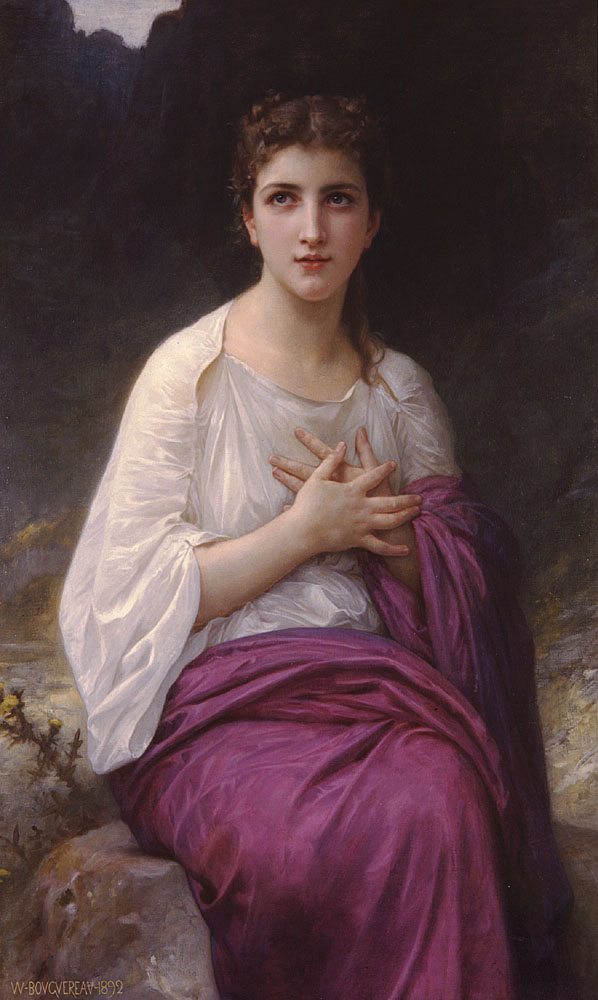
Manga boba
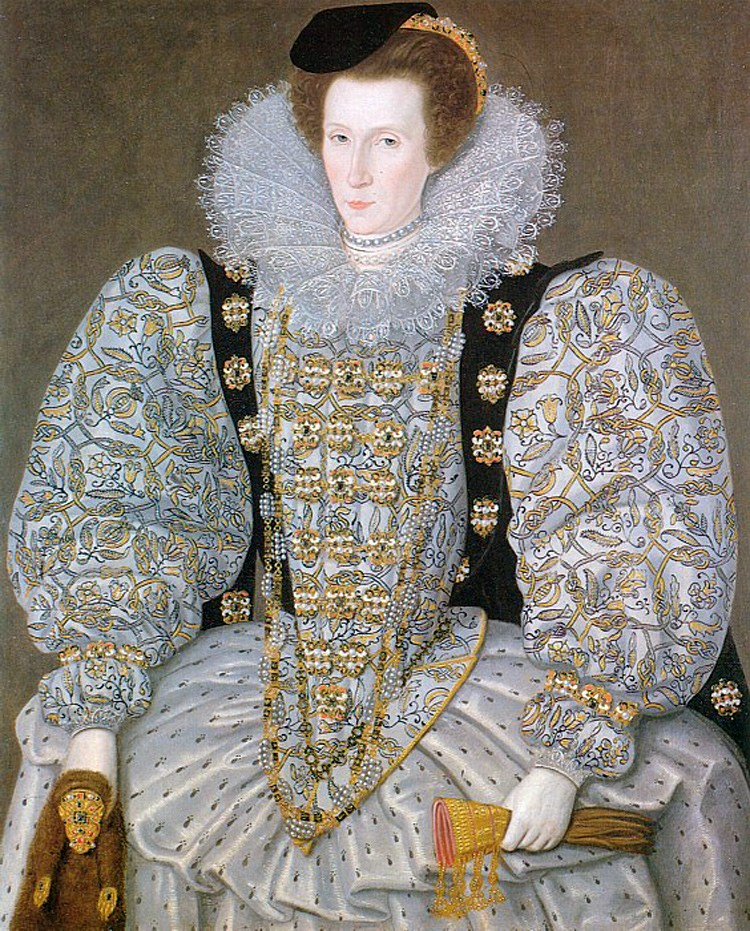
Manga arrocada
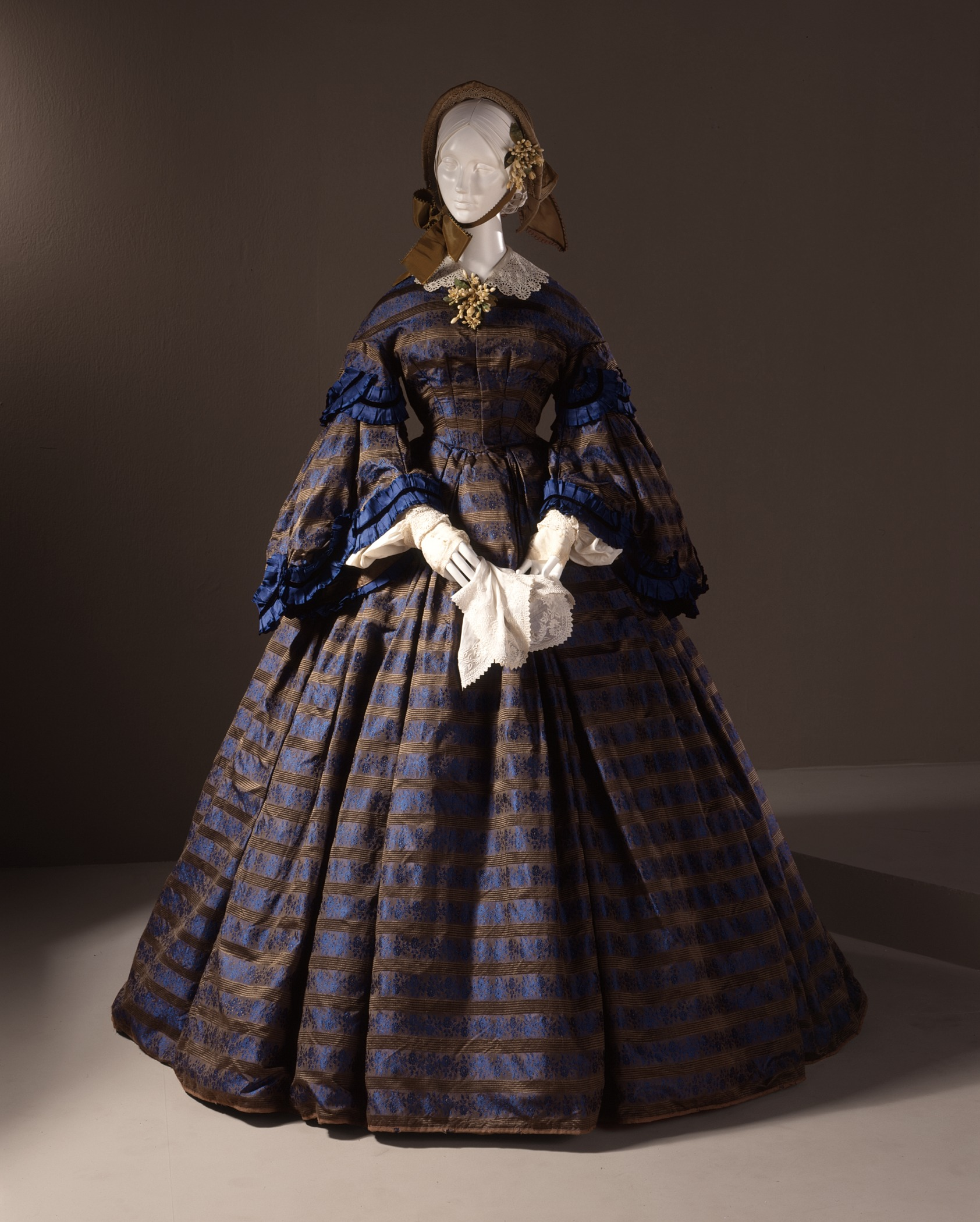
Manga pagoda
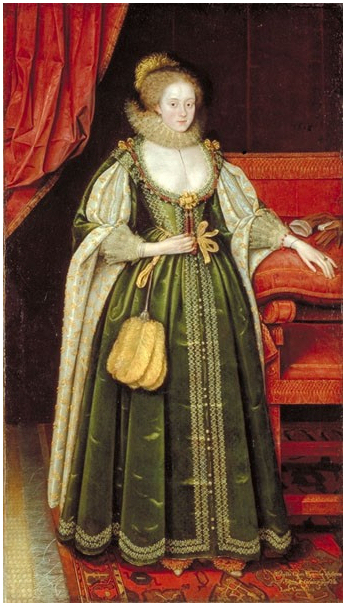
Manga de ángel
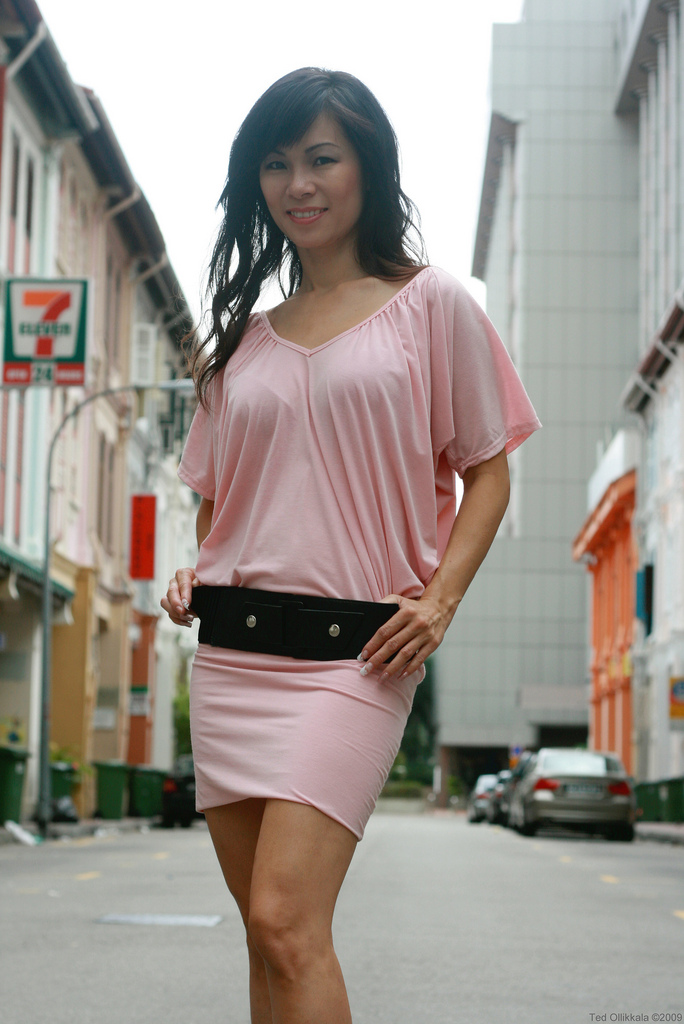
Manga murciélago
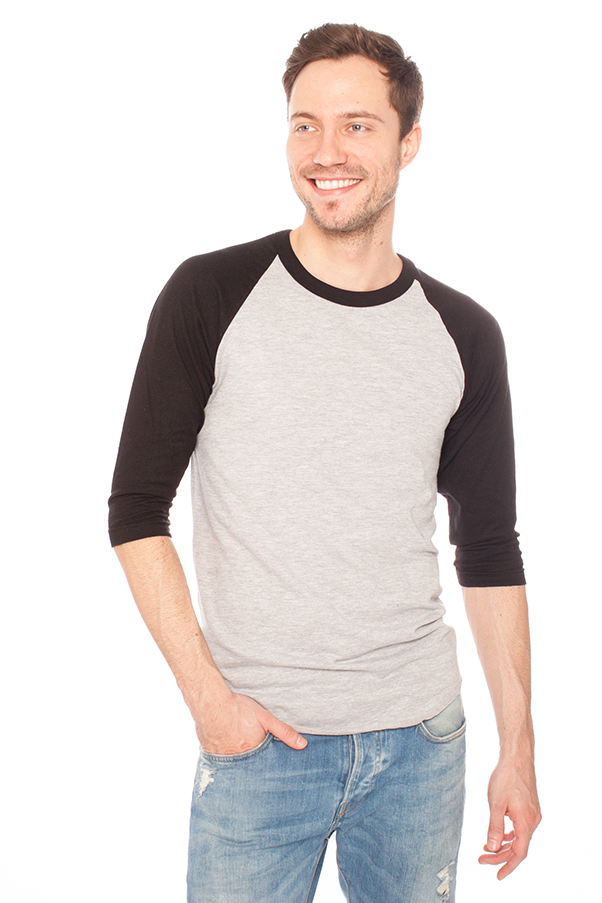
Manga ranglan
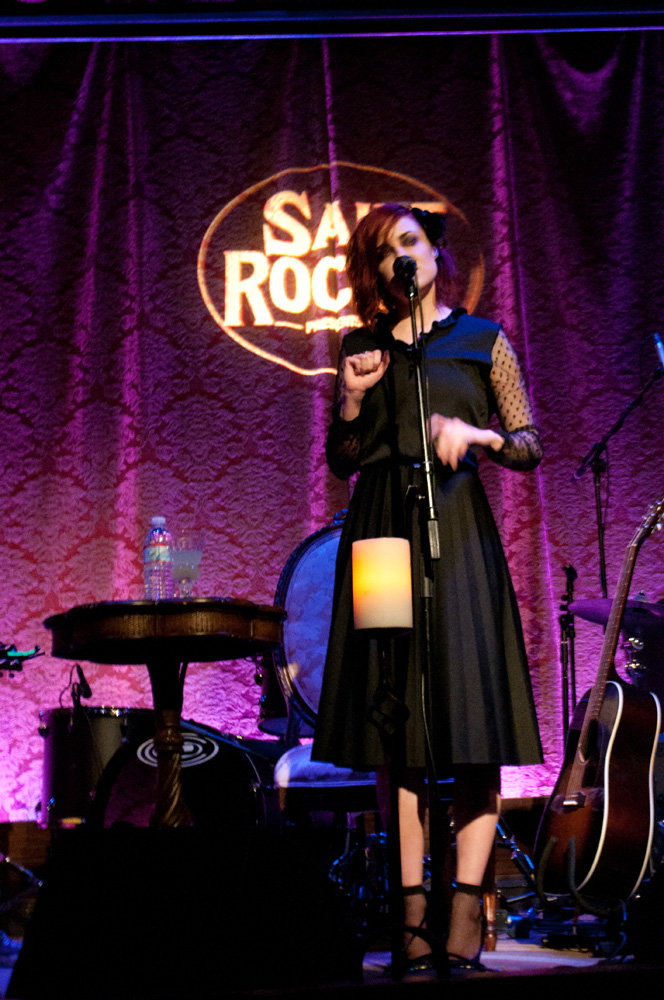
Mangas de encaje